# Thẻ thử nghiệm
Thẻ thử nghiệm (tiếng Anh: test card), còn được gọi là mẫu thử nghiệm (tiếng Anh: test pattern) hoặc thử nghiệm khởi động/tắt máy (tiếng Anh: start-up/closedown test), là một tín hiệu thử nghiệm truyền hình, thường được phát sóng vào những thời điểm máy phát hoạt động nhưng không có chương trình nào được phát sóng (thường là khi bắt đầu và kết thúc chương trình truyền hình vào ban đêm).
Trong một thời gian dài từ những thời kỳ đầu của vô tuyến truyền hình, thẻ thử nghiệm đã được sử dụng rộng rãi. Ban đầu các mẫu thử là một tấm thẻ vật lý được đặt trước ống kính máy quay, để tinh chỉnh và tối ưu hóa chất lượng hình ảnh và các thiết bị quay, phát sóng. Từ những năm 1950, các ống monoscope (ống kính dạng catốt) chứa bảng thử bắt đầu được dùng, thay thế cho việc sử dụng camera quay lại các thẻ thử nghiệm.
Từ những năm 1960, các thẻ thử nghiệm điện tử ra đời, và trở nên phổ biến từ những năm 70. Các máy tạo tín hiệu được sử dụng để tạo ra các tín hiệu điện từ khác nhau, làm nên các màu khác nhau trên một bảng nhiều màu; chúng không cần điều chỉnh camera và có thể được sử dụng để theo dõi, điều chỉnh các thông số bổ sung như số khung hình trên giây, sự đồng bộ hình ảnh và âm thanh, và phản hồi tần số. Đôi khi kèm với testcard là những âm thanh dạng sóng sine (tiếng kêu "bíp" phát liên tục), phát đài radio, hay phát nhạc (có thể là jazz, đại chúng hoặc nhạc khí cụ). 
Thời đại số chứng kiến sự xuất hiện của các thẻ thử kĩ thuật số, gắn liền với truyền hình số, bổ sung thêm các tính năng như sửa lỗi hình ảnh, lấy mẫu sắc độ, lấy tín hiệu tỷ lệ khung hình, âm thanh vòm, v.v. Việc sử dụng test card ngoài truyền hình có thể bao gồm việc hiển thị trên các máy chiếu hay màn hình LED. Các đài truyền hình phát thời lượng 24 giờ một ngày ngày càng nhiều dẫn đến việc sử dụng test card ngày càng ít phổ biến hơn, và do đó người xem truyền hình hiện nay ít thấy test card xuất hiện trong các buổi nghỉ phát.